# Centrale voor Arbeidersopvoeding
De Centrale voor Arbeidersopvoeding (CAO), in het Frans: Centrale d'education ouvrière (CEO),  was een Belgische socialistische cultuurorganisatie gelieerd aan de BWP en vervolgens de BSP.

## Historiek
De organisatie werd opgericht in 1911. In de schoot van de organisatie ontstond onder meer de Centrale van Aankoop der Socialistische en Vakbondsbibliotheken, het Kinematografisch Bureel, De Wilde Roos, de Dienst der Socialistische Bibliotheken, Vakantievreugde, het Nationaal Bibliotheekfonds en de Association du Tourisme Ouvrier. Daarnaast werkte de CAO mee aan Arbeidershogeschool, Pobocsum, Socialistische Kinemacentrale, de Nationale Federatie van Arbeiderstoerisme en de Socialistische Federatie van Filmclubs. Vanaf 1926 werd er een federaal comité ingericht.
In 1968 fuseerde de organisatie met de Centrale voor Socialistische Cultuurwerken (CSC) tot de Centrale voor Socialistisch Cultuurbeleid (CSC).

## Structuur
Hendrik De Man was bestendig secretaris van 1911 tot 1919. Louis de Brouckère was directeur sinds 1911. Van 1934 tot 1940 was Edgard Delvo algemeen secretaris. Afgevaardigd beheerder was Georges Barnich en voorzitter was Joseph Van Roosbroeck. De hoofdzetel was achtereenvolgens in de Joseph Stevensstraat 26 (1911 tot 1940) en de Regentlaan 23 (1940 - 1941) te Brussel gevestigd. Vanaf 1941 verhuisde de organisatie naar de Berckmansstraat te Sint-Gillis, om vanaf 1944 terug te keren naar de Joseph Stevensstraat 26 en vanaf 1947 in de Regentlaan 23. Vanaf 16 december 1963 tot de fusie was de organisatie gevestigd in de Keizerslaan 13 te Brussel.